# Mixtape 5
Mixtape 5 – album studyjny polskiego producenta muzycznego DJ-a Decksa. Wydawnictwo ukazało się 2 września 2016 roku nakładem wytwórni muzycznej Fonografika. Gościnnie w nagraniach wzięli udział m.in. raperzy O.S.T.R., Ten Typ Mes, VNM, Pih i Sokół. Nagrania były promowane teledyskiem do utworu „Paluch (Prolog) – Zerwany Film”. Do albumu został dołączony komiks autorstwa Konrada Kowala.
Nagrania dotarły do 2. miejsca polskiej listy przebojów – OLiS.

## Lista utworów
1. „Paluch (Prolog) – Zerwany Film”
2. „Cira/Poszwix/Bezczel”
3. „Obywatel Mc/Brahu/Rdw”
4. „Małach/Rufuz”
5. „Koras/Fu/Juras/Pono”
6. „Kuba Knap/Stasiak/Ten Typ Mes”
7. „KęKę/Lukasyno/Kali”
8. „Ero/Kosi”
9. „Ry23/Śliwa/Gandzior”
10. „VNM/Kaczor/Oxon”
11. „Słoń/Sarius/Pyskaty”
12. „Sokół/Pih/O.S.T.R./Kroolik Underwood”